# Clase Yorktown
Tras los primeros e inseguros pasos, los portaaviones de la US Navy se diseñaron racionalmente, siendo el primero el USS Ranger , demasiado pequeño para ser un buen portaaviones, pero que sentó las bases del diseño de una larga lista de excelentes portaaviones. Los siguientes portaaviones fueron los tres de la clase Yorktown,  el USS Yorktown (CV-5), el USS Enterprise (CV-6) y el USS Hornet (CV-8).
La clase Yorktown fue ordenada por la Armada de los Estados Unidos en 1933 y fue concluida en 1937. Era más grande y adecuada para las operaciones aeronavales. Sus características se adaptaron a las limitaciones impuestas por los tratados internacionales vigentes en esos años. Por ello, su desplazamiento era solo de unas 19800 toneladas, y la longitud de la cubierta de unos 200 metros.

## Clase Yorktown
En el Tratado de Washington con respecto a los portaaviones se determinaron las siguientes características:
- Desplazamiento no superior a las 27 000 tons.
- Cañones de calibre inferior a 8 pulgadas (203 mm).

Dado que algunas unidades navales excedían las cantidades impuestas por el tratado, se optó por convertirlas en portaaviones antes que destruirlas. Así, Estados Unidos reconvirtió 2 cruceros de batalla en portaaviones (el USS Lexington y el USS Saratoga. No se pusieron límites a los propios aviones, pudiendo embarcarse en las naves todos los que cupieran.
Los primeros tres portaaviones ( USS Langley (CV-1), USS Lexington (CV-2), y USS Saratoga (CV-3) eran la conversión de buques existentes en portaaviones. La Marina tenía 69.000 toneladas restantes para portaaviones. Se lanzó el primer diseño de portaviones, de 13.800 toneladas de manera que cinco portaaviones pudieran ser construidos. El diseño inicial de la clase Ranger incluía una cubierta de vuelo sin obstáculos, una isla, hangar debajo de la cubierta y tres ascensores para llevar los aviones del hangar a la cubierta. Su capacidad en cuanto a número de aviones era sólo ligeramente menor que sus predecesores. El Armamento defensivo consistió en ocho cañones de 127 mm. y 40 ametralladoras de 12,7 mm..
Los portaaviones de flota de la clase Yorktown fueron la segunda generación de portaaviones de la Marina de los EE. UU. Incorporaban modificaciones que intentaban suplir las deficiencias encontradas al operar los portaaviones anteriores, el USS Ranger y USS Lexington. Con el USS Ranger se sacrificaron todas las cualidades que debía tener un portaaviones en favor de llevar el mayor número posible de aviones con el mínimo desplazamiento posible. El resultado fue un portaviones gravemente desequilibrado con el que la marina no estaba contenta. El problema era evidente incluso antes de que el Ranger fuese completado, por ello la Marina decidió cumplir con el Tratado de Washington en cuanto al límite del tonelaje contando con tres portaaviones más rápidos y mejor protegidos en lugar de seguir con el plan de contar con cinco portaviones como el USS Ranger. Los clase Yorktown además eliminó las chimeneas plegables y cambió la disposición de la sala de máquinas. A pesar de todo el diseño se asemejaba al del Ranger, con una cubierta de vuelo construida como una ligera superestructura en lugar de ser una parte integral del casco.
Los portaaviones clase Yorktown eran más rápidos que sus predecesores y podían llevar al menos veinte aviones más. A diferencia de los portaviones anteriores contaban con hangares abiertos para poder incrementar la capacidad hasta 80 aviones. El grupo aéreo autorizado antes de entrar en guerra era un escuadrón de cazas de 18 aparatos, un escuadrón de reconocimiento y un escuadrón de bombardeo con 21 bombarderos en picado por cada escuadrón y un escuadrón de torpederos de 12 aviones. Además se contaba con el grupo de bombardero en picado del comandante del grupo aéreo, totalizando 7 aviones. El escuadrón de cazas ideal que la marina deseaba era de 27 aviones, pero ante la escasez de cazas significó no fue posible hasta que la guerra estaba más que iniciada. El USS Enterprise contaba con un componente aéreo con más torpederos y menos bombarderos en picado, con 18 aviones de cada escuadrón. Posteriormente en combate, el USS Enterprise llegó a operar con 87 aviones.
Como protección los clase Yorktown tenían una coraza de 64mm a 102 mm. en el cinturón, 102 mm. en los mamparos y 36 mm.  sobre los espacios vitales. Sin embargo ni cubierta de vuelo ni hangares estaban blindados,  siendo las cubiertas de vuelo de madera. La compartimentación fue mejor pensada que en portaviones anteriores y se cuidó en contar con blindaje contra torpedos y bombas que pudiesen estallar cerca del casco por debajo de la línea de flotación. Esto requirió aumentar la potencia de la maquinaria para compensar la forma del casco menos óptima. El punto débil del diseño estuvo en la localización de las calderas delante de la sala de máquinas, dejando a las naves a su suerte si un torpedo estallaba en el mamparo situado entre la sala de máquinas y las calderas. Esto sucedió con el USS Hornet en la batalla de Santa Cruz.
La artillería de los clase Yorktown fue reducida con respecto a diseños anteriores. Tras varios cambios al final se dispuso sacrificar la artillería más pesada en favor del grupo aéreo. El armamento consistía en una batería de 127 mm., ya que su doble uso posibilitaba su empleo contra bombarderos y buques. Se decidió la utilización de armas automáticas para su uso contra aviones enemigos. La US Navy estaba buscando un arma antiaérea que fuera más efectiva y optó por cañones Oerlikon de 20mm. y Bofors de 40mm. para reemplazar a los cañones de 28 mm. y ametralladoras 12,7 mm. con que inicialmente equipó los barcos. El número de cañones de 20mm. fue incrementado todo lo posible a lo largo de la guerra.
Inicialmente la clase de componía del USS Yorktown y USS Enterprise . El USS Hornet fue autorizado más tarde tras no renovarse los tratados de limitación de armas navales en 1937 y para ampliar la flota de portaaviones sin esperar a la clase Essex. Al ser el último tenía la cubierta de vuelo una poco más grande y un componente antiaéreo más potente. Se había planteado para el USS Hornet situar de forma alterna la sala de calderas y la sala de máquinas pero fue rechazado por la urgencia.
Los barco entraron en servicio entre 1937 y 1941. Desde 1940 contaban con un equipo radar CXAM.

## USS Yorktown
El USS Yorktown (CV-5) fue botado el 4 de abril de 1936 en el astillero Newport News Shipbuilding and Drydock Co. y fue amadrinado por Eleanor Roosevelt. Entró en servicio en septiembre de 1937.
En 1939, hizo acto de presencia en la zona del Caribe y el canal de Panamá participando en maniobras supervisadas por el mismo presidente de los Estados Unidos, Franklin Delano Roosevelt junto a su gemelo, el USS Enterprise (CV-6), desarrollando técnicas de combate que más tarde serían aplicadas en el escenario del Pacífico durante la Segunda Guerra Mundial. 
Posteriormente fue transferido a San Diego y de allí a la flota de ultramar anclada en las islas Hawái.
A comienzos de 1941 participó en patrullas antisubmarinas y servicios de escolta en el Atlántico entre la isla de Terranova y las Bermudas.
La entrada en guerra con Japón a consecuencia del ataque a Pearl Harbor lo sorprendió viajando entre Norfolk y San Diego adonde llegaría el 30 de diciembre de 1941.
Junto a otros portaaviones de su clase, conformó la Task Force 17 y realizó acciones en Samoa occidental e incursiones sobre las islas Marshall y las islas Gilbert, además de los atolones de Makin y Tilli.
En los preludios de la llamada batalla del mar del Coral realizó incursiones a Tulagi, hundiendo varios transportes japoneses en el área. Fue atacado por aviones del Zuikaku en el transcurso de la batalla mencionada y recibió una bomba de 350 kg que impactó en uno de sus costados dañando gravemente sus calderas y mamparos. Sin embargo resistió y pudo llegar a Pearl Harbor para realizar reparaciones el 27 de mayo de 1942. Los japoneses lo registraron como hundido en dicha acción.
El 29 de mayo, estando en reparaciones en Pearl Harbor, fue requerido urgentemente para una acción de importancia vital en el área de Midway: en 24 horas 1400 obreros del arsenal lo dejaron apto para el combate (ordinariamente la reparación estaba estimada para tres meses).
Se reunió con los portaaviones USS Enterprise (CV-6) y el USS Hornet (CV-8) y se dirigieron a una zona al noreste de Midway, llegando a la zona el 4 de junio de 1942. En ese momento, la batalla de Midway ya había comenzado.
Los japoneses bombardearon Midway, mientras una fuerza de desembarco se acercó para establecer una cabeza de playa.
Los aviones del Yorktown despegaron una vez localizada la fuerza de Chuichi Nagumo y cuando la atacaron, sus grupos aéreos de ataque torpedero fueron diezmados. Paradójicamente, los bombarderos en picado del Yorktown devastaron al Soryu en la segunda fase de la batalla.
Localizado por aviones de exploración del Chikuma, el portaaviones sobreviviente, el Hiryu, envió una fuerza de ataque.
El Yorktown es atacado en dos ocasiones por aviones Vals conducidos por Joichi Tomonaga recibiendo tres bombas que dañaron su sistema de calderas y ocasionaron cuantiosas bajas. Quedó al garete y escorado a 26°. Se ordenó el abandono del buque. Sin embargo, a pesar del peligro inminente de vuelco, el personal logró contener las inundaciones y el destructor el USS Hammann (DD-412) se abarloó a su lado para proporcionar energía eléctrica a su sistema de bombeo.

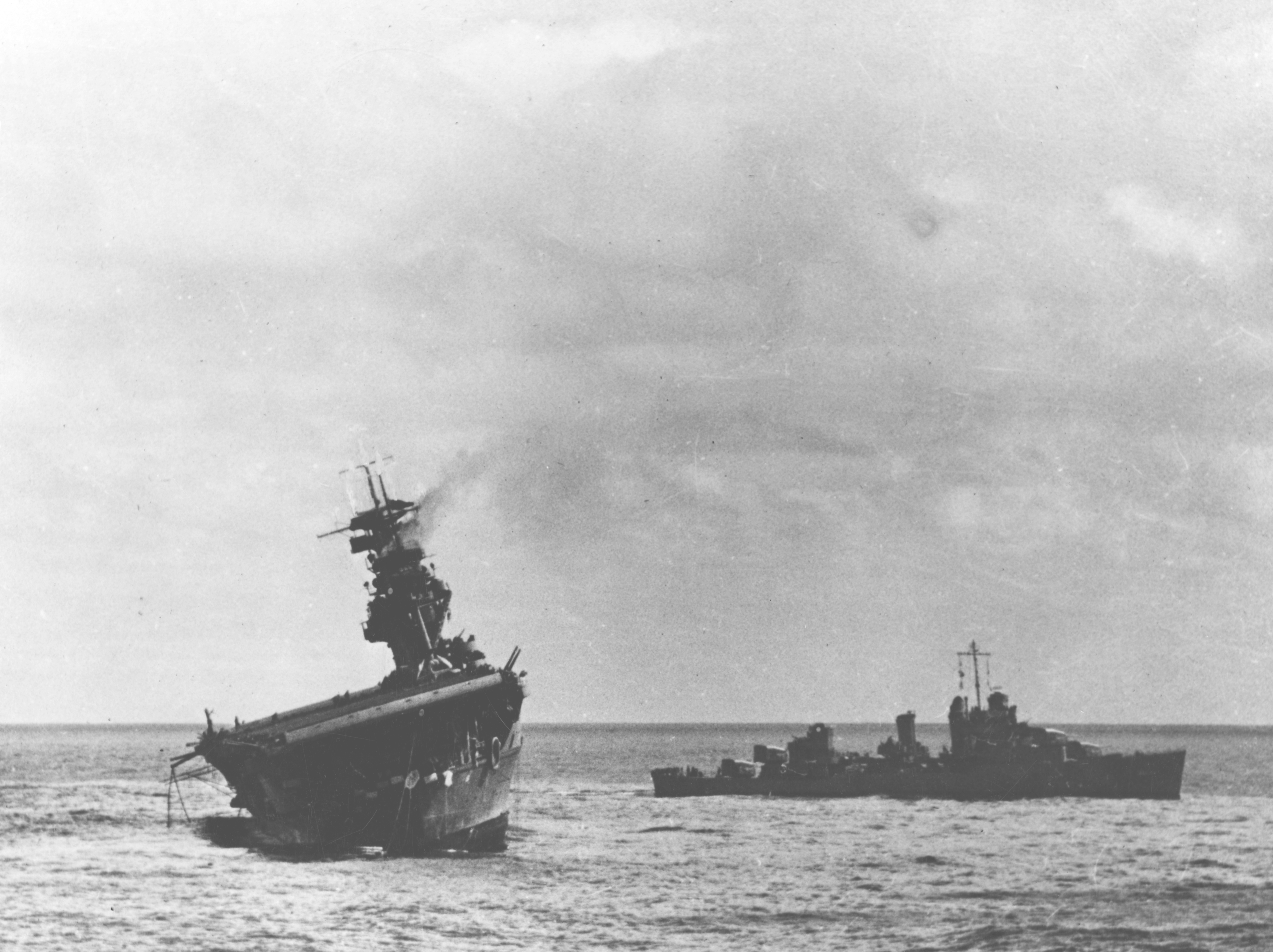
El Yorktown a punto de hundirse.

En ese momento un avión de exploración lanzado por el Yorktown ubicó al portaaviones de Tamon Yamaguchi, el Hiryu, y radió un mensaje que tuvo como respuesta inmediata el lanzamiento del grupo de ataque en picado del USS Enterprise, quienes lo atacaron y hundieron.
El 6 de junio, el Yorktown aún peligrosamente escorado esperaba al remolcador USS Vireo (AM-52) para ser sacado del área, pero fue nuevamente localizado por un avión de exploración del Chikuma y su posición fue señalada por el submarino japonés de Primera Clase I-168 quien lo localizó cuando era remolcado con el destructor Hammann a su lado. El I-168 disparó cuatro torpedos, uno de los cuales dio de lleno en el destructor USS Hammann partiéndolo en dos,  y dos de ellos impactaron en el Yorktown sentenciándolo. El Yorktown se hundió el 7 de junio de 1942.

### Sus restos localizados
En mayo de 1998 el pecio del Yorktown fue hallado y fotografiado por el oceanógrafo Robert Ballard, famoso por haber descubierto los restos del Titanic. Los restos en una sola pieza sobre su quilla, sumergidos a 5168 m de profundidad, se encuentran en un estado de conservación sorprendentemente bueno.

## USS Enterprise
El USS Enterprise (CV-6), Big E, fue el sexto portaaviones estadounidense y uno de los tres buques de este tipo botados antes de la Segunda Guerra Mundial que lograron sobrevivir al conflicto, junto con el USS Saratoga y el USS Ranger. 
Participó en algunas de las principales batallas de la Guerra del Pacífico, como la batalla de Guadalcanal, la batalla de Midway, la Campaña de las Islas Salomón, la batalla de las islas de Santa Cruz, la batalla del Mar de Filipinas o la batalla del Golfo de Leyte, además de participar en la Incursión Doolittle sobre Tokio. Durante esta guerra los japoneses llegaron a anunciar en tres ocasiones su hundimiento.
El Enterprise ganó 20 estrellas de batalla, siendo el buque estadounidense más laureado en la Segunda Guerra Mundial. Ha sido el único barco perteneciente a otra flota diferente a la Royal Navy que ha ganado el Banderín del Almirantazgo Británico, el premio más alto que otorga este organismo, en los más de 40 años desde su creación. Algunos lo han etiquetado como el barco más glorioso y honorable en toda la historia Naval de los Estados Unidos, rivalizando con la fragata del siglo XVIII USS Constitution por este título.
El Enterprise fue botado el 3 de octubre de 1936 en los muelles de Newport News Shipbuilding, siendo la madrina del acto Lulie Swanson, esposa del Secretario de la Armada Claude A. Swanson, y comisionado el 12 de mayo de 1938.
El Enterprise navegó hacia el sur en un crucero a Río de Janeiro. A la vuelta navegó a lo largo de la costa oriental y el Caribe hasta abril de 1939, cuando fue destinado al Océano Pacífico. 
El Enterprise fue uno de los catorce barcos que recibieron el nuevo RADAR RCA CXAM-1. Su base inicial se estableció en San Diego, siendo trasladado a Pearl Harbor después de que el presidente Franklin D. Roosevelt ordenara a la Flota situarse en una base adelantada en el Pacífico. El portaaviones recibió escuadrillas de aviones cuyas tripulaciones habían sido entrenadas de manera intensiva y los transportó a las bases en el Océano Pacífico. Se hallaba completando una misión (la entrega de la Escuadrilla 211 del Cuerpo de Marines en la Isla de Wake) el 2 de diciembre de 1941 cuando, de vuelta a Hawái, se produjo el Ataque a Pearl Harbor por parte de las fuerzas aeronavales japonesas.

### Pearl Harbor
El Enterprise volvía a Oahu durante la mañana del 7 de diciembre de 1941 de una misión de entregar aviones de la Marina y pilotos de la escuadrilla VMF-211 en la Isla Wake. Dieciocho bombarderos SBD Dauntless de las escuadrillas VS-6 y VB-6 del Enterprise llegaron a Pearl Harbor durante el ataque y, aunque sorprendidos, inmediatamente entraron en acción en la defensa de la base naval. Se perdieron 6 aviones durante el ataque, varios de ellos fueron derribados por aviones japoneses pero al menos uno fue derribado y otros muchos dañados por el fuego antiaéreo pesado amigo.
El Enterprise también lanzó seis Grumman F4F Wildcat de la escuadrilla VF-6 tras el ataque pero cuatro fueron derribados por artillería antiaérea.
El portaaviones envió a sus aviones restantes a una búsqueda infructuosa de la fuerza de ataque japonesa. La búsqueda fue al sur y al oeste de Oahu pero los japoneses se retiraron por el noroeste. El Enterprise se dirigió a Pearl Harbor para repostar combustible y provisiones durante la noche del 8 de diciembre y volvió a navegar a la mañana siguiente para patrullar contra posibles ataques a las Islas Hawaianas. Aunque el grupo no encontró ningún barco de superficie, un avión del Enterprise hundió el submarino japonés I-70 el 10 de diciembre de 1941.
Durante las dos últimas semanas de diciembre de 1941, el Enterprise y su grupo se dirigieron al oeste de Hawái para cubrir aquellas islas mientras otros dos grupos de portaaviones hicieron una tentativa tardía de recuperar la Isla de Wake. Después de un breve tiempo en Pearl Harbor, el grupo del Enterprise navegó el 11 de enero de 1942, protegiendo un convoy para reforzar Samoa. El 1 de febrero, la Task Force en la que se integraba, asaltó Kwajalein, Wotje, y Maloelap en las Islas Marshall, hundiendo tres barcos, dañando ocho, y destruyendo numerosos aviones e instalaciones en tierra. El Enterprise recibió solo un daño menor durante el contraataque japonés y su grupo se retiró a Pearl Harbor.
Durante el siguiente mes el grupo del Enterprise patrulló por el océano Pacífico Central, atacando instalaciones enemigas en las islas de Wake y Marcus, dirigiéndose luego a Pearl Harbor para recibir mejoras y reparaciones menores. El 8 de abril de 1942, marchó al oeste a una cita con el USS Hornet (CV-8) con objeto de escoltarlo en la misión de lanzar 16 bombarderos North American B-25 Mitchell en la Incursión Doolittle sobre Tokio. Los cazas del Enterprise volaron como escolta de los B-25 lanzados desde el portaaviones USS Hornet el 18 de abril. La Task Force fue descubierta por el enemigo a 800 millas de Japón después de ser vista por pequeños navíos de patrulla cuando navegaban de regreso a la base de Pearl Harbor el 25 de abril.

### La Batalla de Midway
Cinco días después, el USS Enterprise zarpó hacia el Pacífico Sur para reforzar a la fuerza de portaaviones estadounidenses que operaban en el Mar del Coral. Sin embargo, la batalla del Mar del Coral acabó antes de que el Enterprise llegase a su cita. El Enterprise volvió a Pearl Harbor el 26 de mayo y se preparó para el encuentro inminente que se iba a producir con las fuerzas japonesas de invasión cerca de la Isla de Midway. 
El 28 de mayo, el Enterprise zarpó como buque insignia de la TF 16 a las órdenes del contraalmirante Raymond Spruance para defender Midway. La fuerza estaba compuesta por los portaaviones USS Enterprise (CV-6), el USS Hornet (CV-8), seis cruceros, y 10 destructores.
El 30 de mayo, la TF 17, con el contraalmirante Frank J. Fletcher al mando del portaaviones, todavía en reparaciones, USS Yorktown (CV-5), zarpó dirigiéndose al oeste de Pearl, con dos cruceros y seis destructores. Al ser el oficial de más alta graduación presente, el contraalmirante Fletcher se convirtió en el Oficial al Mando de la Flota. El comandante habitual de la Task Force del Enterprise era William F. Halsey pero había ingresado en el hospital de Pearl por una infección causada por estrés de la piel.
La batalla de Midway comenzó durante la mañana del 4 de junio de 1942 cuando cuatro portaaviones japoneses lanzaron ataques aéreos a la isla de Midway, desconocedores de la cercana presencia de las fuerzas navales estadounidenses. Justo tres horas después de que la primera bomba cayera sobre Midway, los aviones de los portaaviones estadounidenses atacaron a la flota japonesa. El portaaviones USS Yorktown y el destructor USS Hammann fueron los únicos barcos norteamericanos hundidos, perdiendo la TF 16 y 17 un total de 113 aviones, 61 de ellos en el combate. 
Las pérdidas japonesas fueron mucho mayores: cuatro portaaviones y un crucero hundidos y 272 aviones pertenecientes a los portaaviones destruidos: aviones del Enterprise hundieron los portaaviones japoneses Kaga y Akagi, una escuadrilla mixta del Enterprise y bombarderos del Yorktown hundieron el portaaviones Hiryu y aviones del Yorktown hundieron el Soryu). El Enterprise no tuvo ningún daño y volvió a Pearl Harbor el 13 de junio de 1942.

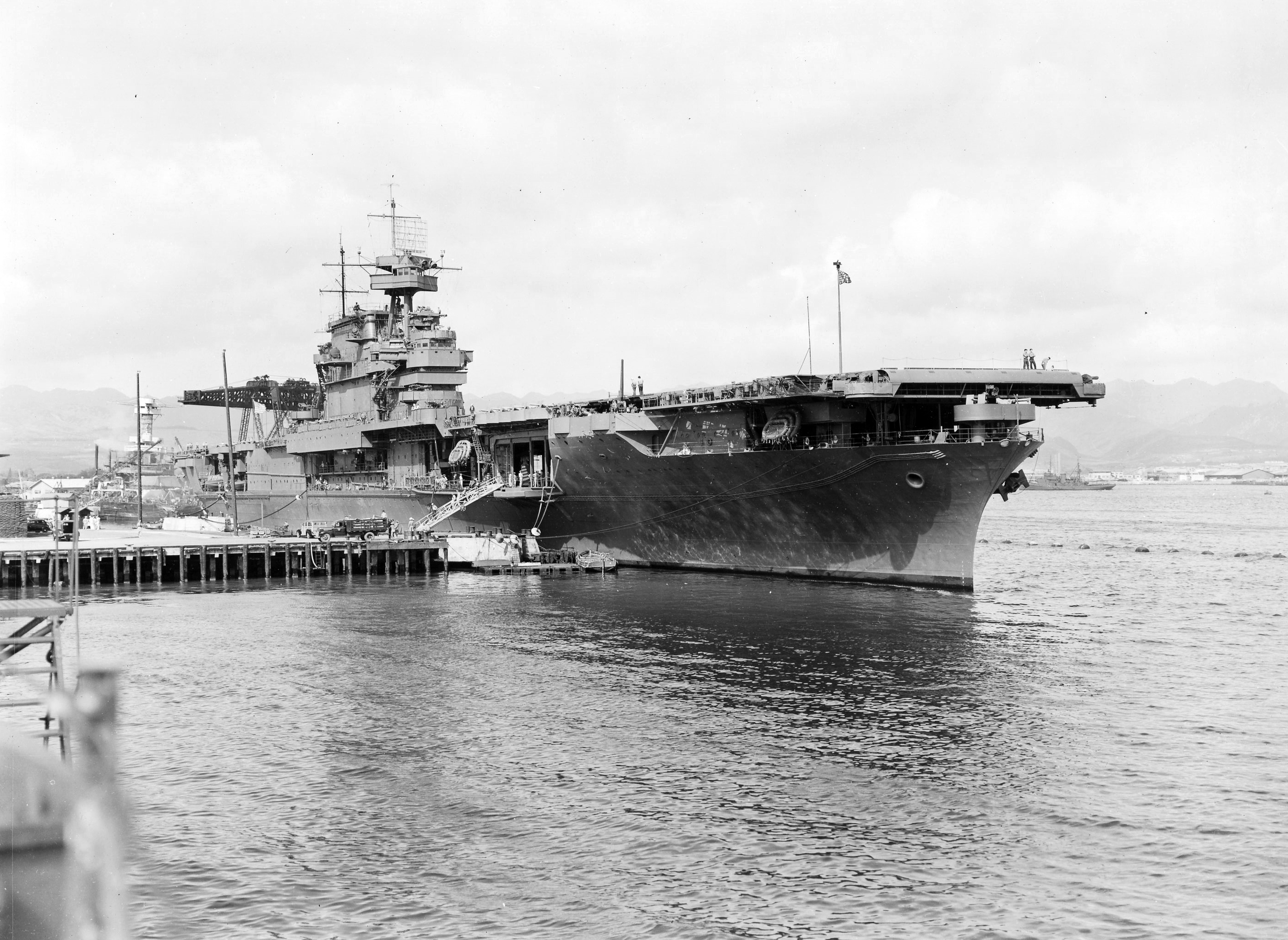
El USS Enterprise en Isla Ford, Pearl Harbor, mayo 1942. Poco antes de la batalla de Midway

### Operaciones en el Pacífico Sur
Después de pasar un mes en puerto haciéndole varias reparaciones, el Enterprise zarpó el 15 de julio de 1942 hacia el Pacífico Sur, donde, se unió a la TF 61 como fuerza de apoyo a los desembarcos anfibios que se iban a producir en las islas Salomón el 8 agosto.
En las 2 semanas siguientes, el portaaviones y su aviación embarcada protegieron las líneas de comunicación con el suroeste de las islas Salomón. El 24 de agosto fue descubierta una potente fuerza japonesa a 200 millas (300 km) al norte de Guadalcanal y la TF 61 envió sus aviones al ataque.
En la batalla de las Salomón Orientales los japoneses perdieron un portaaviones ligero, el Ryujo, y las tropas japonesas que intentaban desembarcar en Guadalcanal fueron obligadas a retirarse. El Enterprise fue el barco norteamericano que más graves daños sufrió, en total 3 impactos directos y 4 cercanos que ocasionaron 77 muertos y 91 heridos aparte de sufrir serios daños. Se hicieron reparaciones de urgencia hasta conseguir que el portaaviones pudiera volver a Hawái por sus propios medios.

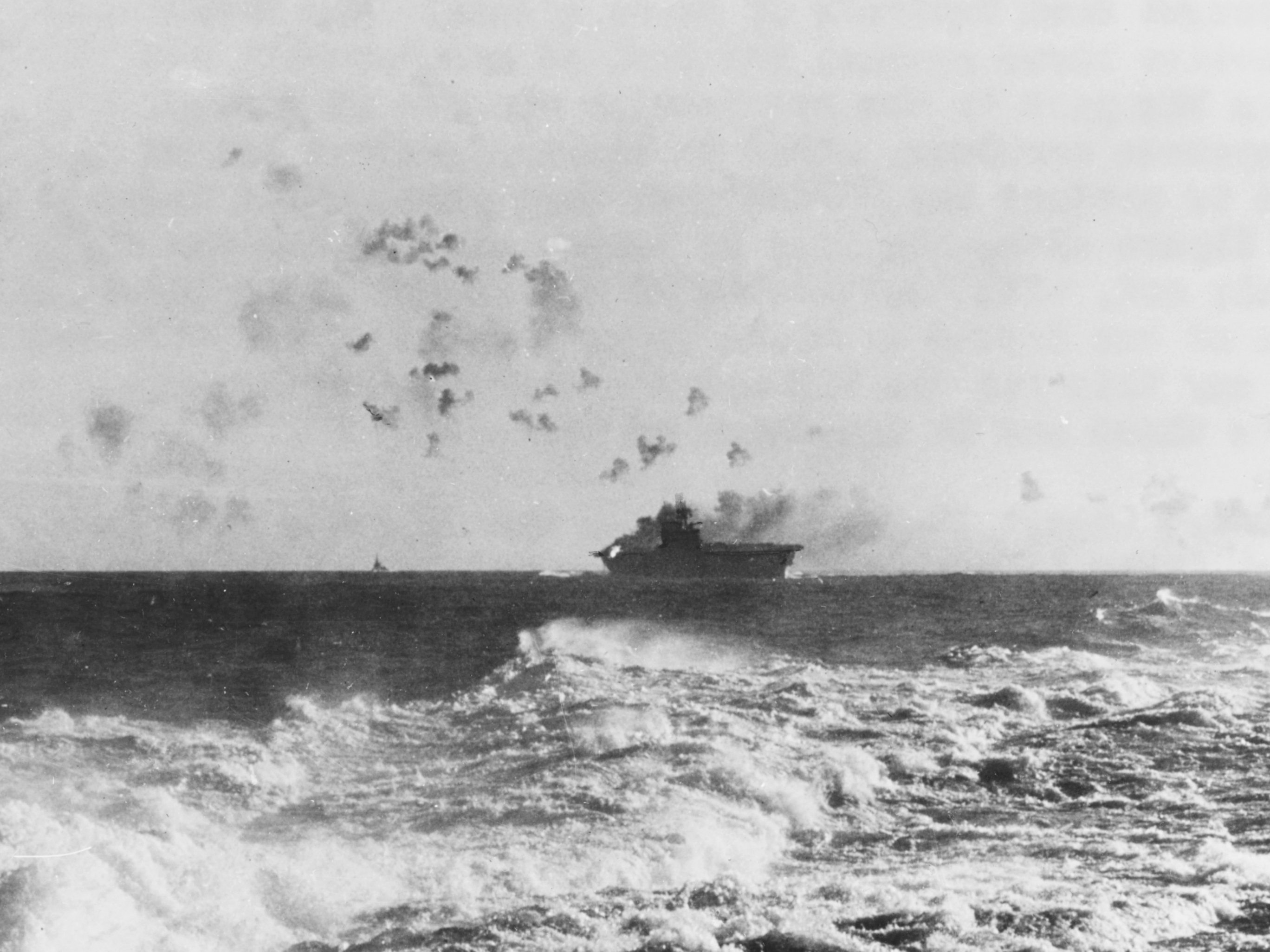
El Enterprise sufre un ataque durante la batalla de las Salomón Orientales. El fuego producido a estribor del buque fue ocasionado por una bomba japonesa que mató a 38 hombres

Las reparaciones en Pearl Harbor duraron del 10 de septiembre al 16 de octubre de 1942. El Enterprise se dirigió nuevamente al Pacífico Sur para reunirse con el USS Hornet formando la TF61. El 26 de octubre, aviones de reconocimiento del Enterprise localizaron una fuerza de portaaviones japoneses e inmediatamente se produjo la Batalla de las Islas de Santa Cruz. Aviones del Enterprise atacaron a los portaaviones y cruceros japoneses y durante la batalla sufrió un ataque intensivo por parte del enemigo recibiendo 2 impactos por bombas que ocasionaron 44 muertos y 75 heridos.
A pesar del serio daño sufrido, el Enterprise siguió en la batalla y recogió un gran número de aviones del USS Hornet cuando este portaaviones fue hundido. Aunque las pérdidas americanas de un portaaviones y un destructor fueron más graves que las pérdidas japonesas (un crucero ligero), la batalla fue un éxito estratégico americano que sirvió para ganar tiempo y así poder reforzar Guadalcanal contra el siguiente ataque enemigo. El Enterprise era ahora el único portaaviones operativo que los estadounidenses tenían en el Teatro del Pacífico. Sobre la cabina de mando, la tripulación puso un cartel que decía: «Enterprise contra Japón».
El Enterprise arribó a Numea, Nueva Caledonia, el 30 de octubre para hacer reparaciones pero un nuevo intento de invasión japonés en las Salomón exigió allí su presencia con lo que el buque zarpó el 11 de noviembre con equipos de reparación que trabajaron sobre la marcha para acabar con las reparaciones no finalizadas. El 13 de noviembre, los aviones del Enterprise dieron el golpe de gracia al acorazado Hiei. Cuando la batalla naval de Guadalcanal terminó el 15 de noviembre de 1942, el Enterprise había contribuido al hundimiento de 16 barcos enemigos y ocasionado daños a 8 más. El portaaviones volvió a Numea el 16 de noviembre para completar su reparación.

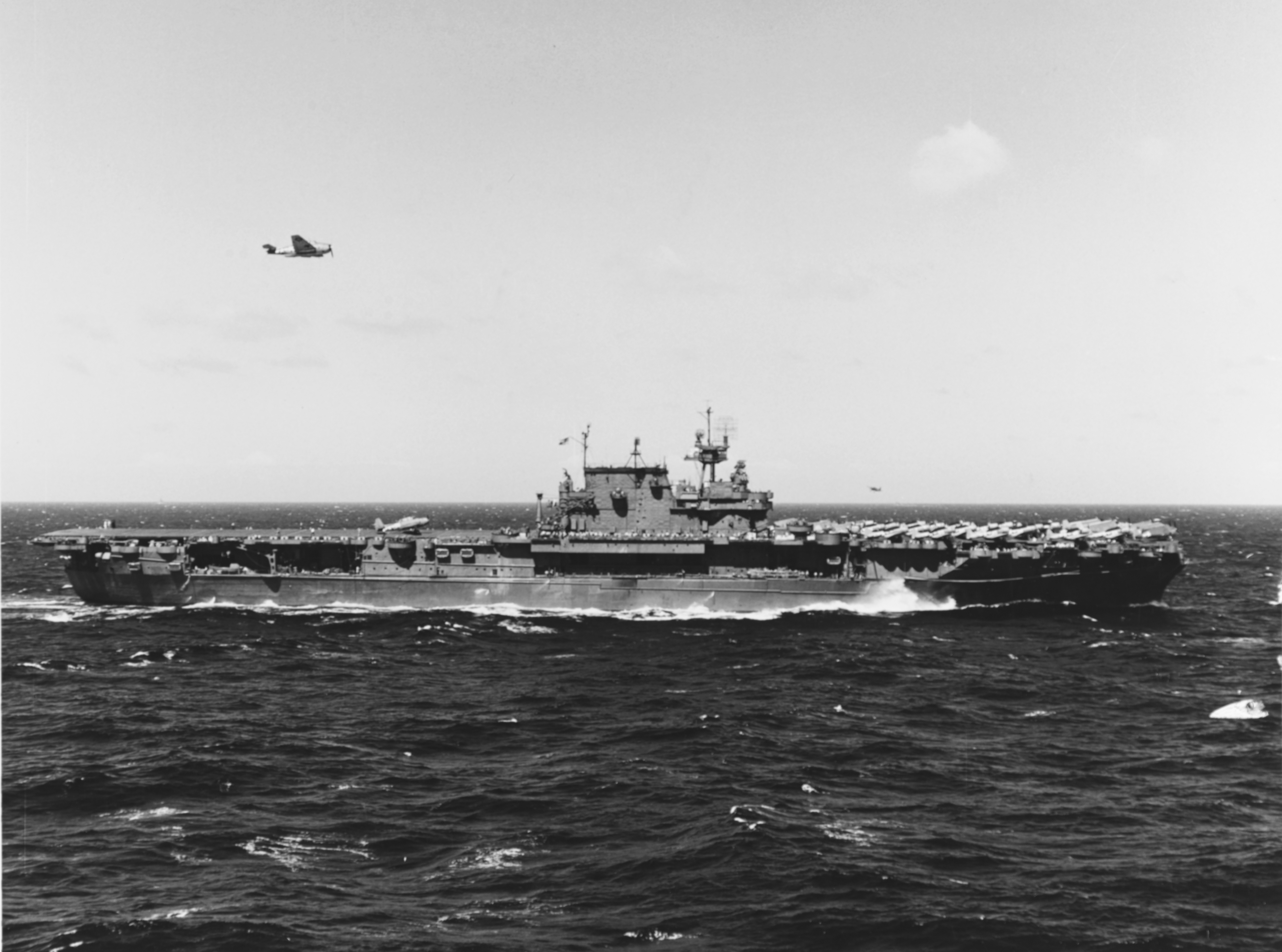
El USS Enterprise en noviembre de 1943

El Enterprise zarpó otra vez el 4 de diciembre para realizar maniobras de entrenamiento en las islas de Espíritu Santo, Nuevas Hébridas, hasta el 28 de enero de 1943, desde donde partió para el área de las Salomón. El 30 de enero, los cazas del Enterprise participaron en la batalla de la Isla Rennell. A pesar de que destruyeron la mayor parte de los bombarderos enemigos no pudieron impedir que torpedos aéreos lanzados por los aviones japoneses hundieran el crucero pesado americano USS Chicago.
Retirado de la batalla, el portaaviones llegó a la isla Espíritu Santo el 1 de febrero y durante los siguientes tres meses operó cerca de aquella base, cubriendo a las fuerzas de superficie estadounidense en las Salomón. 
El 27 de mayo de 1943 el Enterprise se dirigió a Pearl Harbor donde el almirante Chester Nimitz entregó al barco la primera Citación Presidencial otorgada a un portaaviones. El 20 de julio de 1943 llegó al astillero naval de Puget Sound en Bremerton (Washington) para ser completamente reacondicionado.
La clase Yorktown había demostrado ser vulnerable a los torpedos y en la reparación que tuvo a finales de 1943, al Enterprise se le realizó un reacondicionamiento extenso, que incluyó un sistema anti torpedos que mejoró considerablemente su protección submarina.

### Retorno al frente del Pacífico
De regreso en el Pacífico en noviembre de 1943, apoyó los desembarcos en Makin y tomó parte en ataques contra Kwajalein, a donde volvió para la invasión en enero de 1944. Posteriormente, junto a la Task Force 58, atacó la base de Truk en las Carolinas el 7 de febrero. De nuevo hizo historia al ser el primer portaaviones estadounidense en lanzar un ataque nocturno guiado por radar. 
Los 12 torpederos de este ataque consiguieron un tercio de las 200.000 toneladas de barcos destruidas por los aviones de la Task Force 58. Hasta abril de aquel año participó en más ataques contra Yap, Ulithi, Woleai, las islas Palaos y de nuevo Truk.

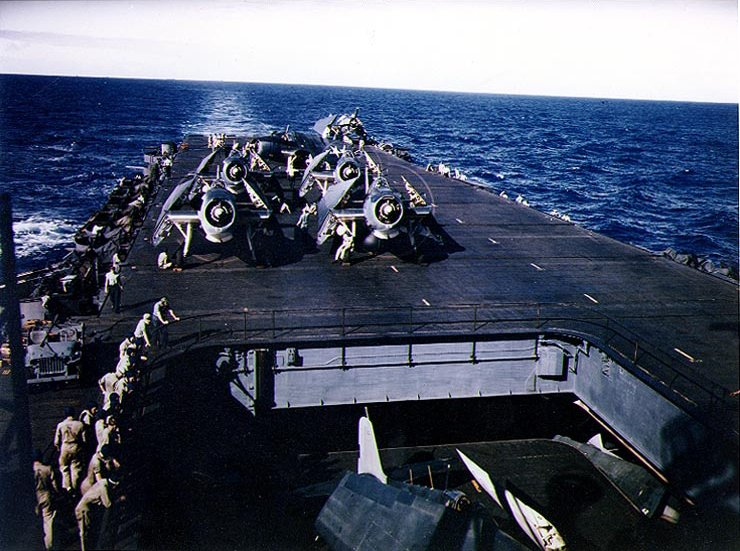
Bombarderos-Torpederos TBM Avenger en la cubierta del portaaviones Enterprise calentando motores durante las operaciones en el Océano Pacífico en mayo de 1944. Un caza F6F Hellcat está sobre el elevador en primer plano.

### Batalla del Mar de las Filipinas
En junio de 1944, el buque, integrado en el Task Force 58, atacó las islas Marianas, arrasando Saipán, Rota y Guam entre los días 11 y 14. El día 19 tuvo lugar la batalla del mar de Filipinas, el mayor enfrentamiento de aviación naval de la historia. Durante más de 8 horas aviadores norteamericanos y japoneses lucharon en los cielos situados entre la Task Force 58 y las Marianas. Los norteamericanos perdieron 6 barcos, 130 aviones y 76 tripulantes, pero con la ayuda de sus submarinos, produjeron a los japoneses la pérdida de 3 portaaviones y 426 aviones. La aviación naval nipona no se recuperó del tremendo golpe.

### La Batalla del Golfo de Leyte
Tras un mes de descanso en Pearl Harbour, el Enterprise fue enviado a las Islas Bonin, Yap, Ulithi y las Palaos para operaciones aéreas entre agosto y septiembre. Del 10 al 20 de octubre sus pilotos atacaron Okinawa, Formosa y las Filipinas, asolando aeródromos, instalaciones y barcos en preparación de la invasión de Leyte. Tras el desembarco en esta isla, el Enterprise se dirigió a Ulithi para reabastecerse, pero hubo de volver a las Filipinas al aproximarse la flota japonesa el 23 de octubre. En la batalla del Golfo de Leyte (23-26 de octubre), sus aviones atacaron a los tres grupos de fuerzas enemigas, especialmente acorazados y destructores. Permaneció de patrulla al este de Samar tras la batalla, y volvió a Pearl Harbor el 6 de diciembre de 1944.

### Iwo Jima, Okinawa - ataque Kamikaze
Durante enero de 1945 navegó por aguas al norte de Luzón y el Mar de la China atacando objetivos terrestres y buques desde Formosa a Indochina. Posteriormente apoyó los desembarcos en Iwo Jima desde el 19 de febrero al 9 de marzo en que regresó a Ulithi. Continuó sus ataques, esta vez contra las islas de Kyushu, Honshu, y el tráfico naval en el Mar Interior de Japón. Fue dañado levemente el 18 de marzo y regresó a Ulithi 6 días después para ser reparado.

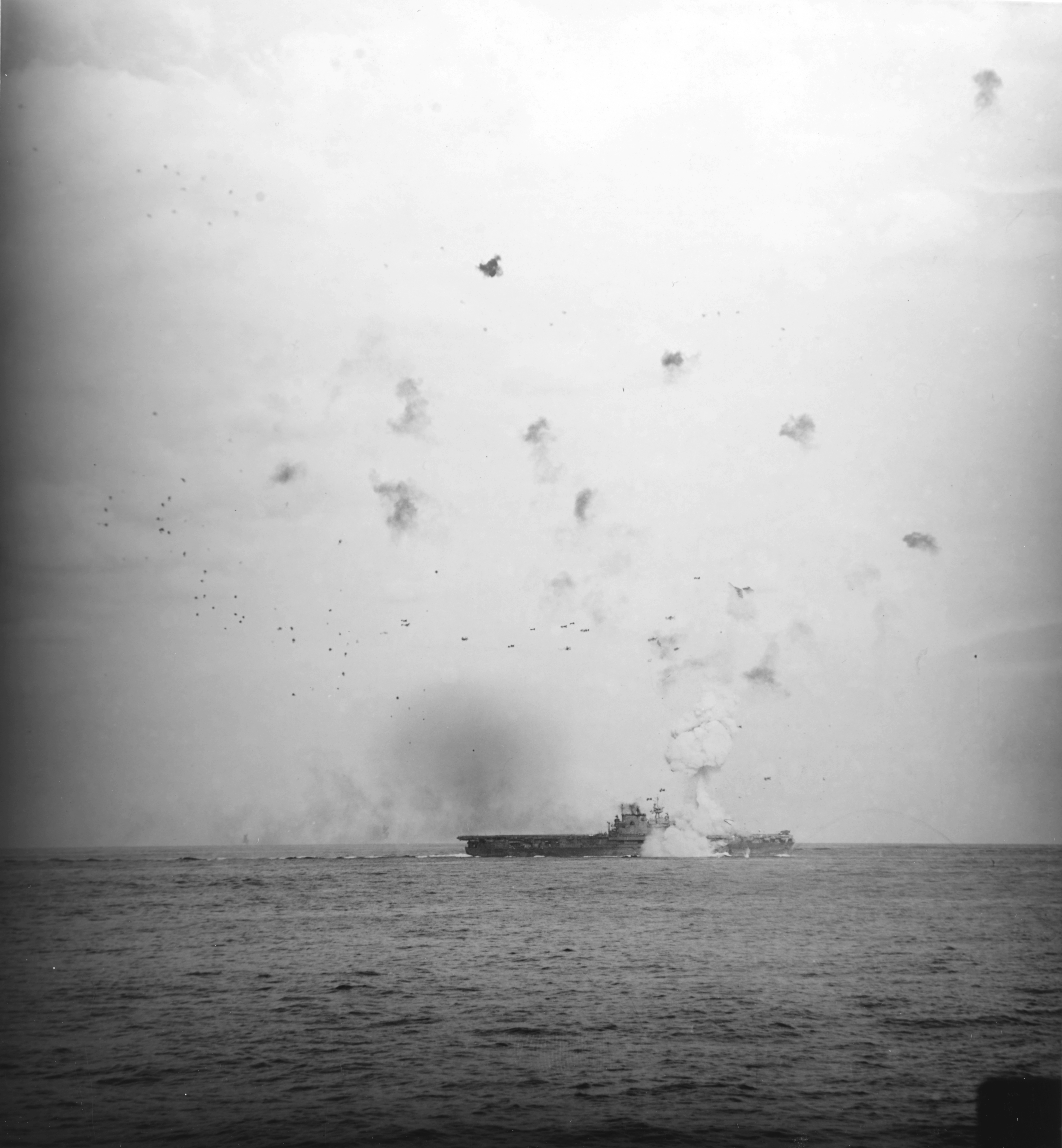
El Enterprise bajo ataque en 1945

El 5 de abril volvió al combate en Okinawa pero fue nuevamente dañado el día 11 por un avión suicida. El 14 de mayo de 1945 sufrió su última herida de la guerra cuando un kamikaze le destrozó el elevador de proa, matando a 14 hombres e hiriendo a 34. Fue reparado en el astillero de Puget Sound en los Estados Unidos, a donde llegó el 7 de junio.

### Vida final del "Gran E"
Completamente reparado, el Enterprise volvió a Pearl Harbor y regresó a los Estados Unidos con unos 1100 militares repatriados a bordo. Finalmente llegó al astillero de Nueva York el 18 de enero de 1946 para ser desmantelado, siendo dado de baja en la Marina el 17 de febrero de 1947 y el 1 de julio de 1958 fue vendido como chatarra.
Además de la Citación Presidencial recibió la Encomienda de la Marina y 20 estrellas de batalla por sus servicios durante la guerra.

## USS Hornet
El USS Hornet (CV-8) fue botado el 14 de diciembre de 1940 por la compañía Newport News Shipbuilding de Newport News, Virginia, y amadrinado por Annie Reid Knox. Entró en servicio en Norfolk el 20 de octubre de 1941 bajo el comando del capitán Marc A. Mitscher. El CV-8 fue el séptimo buque de la Marina en llevar el nombre de Hornet.
Durante el difícil periodo previo al ataque a Pearl Harbor, el Hornet zarpó de Norfolk y se encontraba en periodo de entrenamiento a lo largo de la costa de Virginia cuando ocurrió el ataque. Ante un posible ataque de submarinos alemanes fue trasladado al Golfo de México, para seguir con el entrenamiento y puesta a punto. Tras ello, volvió a Norfolk. Más tarde, el 2 de febrero de 1942 el Hornet salió de Norfolk con dos bombarderos B-25 en cubierta, los aviones habían sido puestos`por medio de grúas sobre ella.
Una vez en el mar, los aviones fueron lanzados por sorpresa y para asombro de su tripulación en forma exitosa. Sus hombres estaban inseguros del significado de este experimento y se les obligó a guardar estricto silencio. Posteriormente el Hornet volvió a Norfolk, se preparó para ir al combate, y en 4 de marzo zarpó hacia la Costa Oeste vía Canal de Panamá.

### Incursión Doolittle

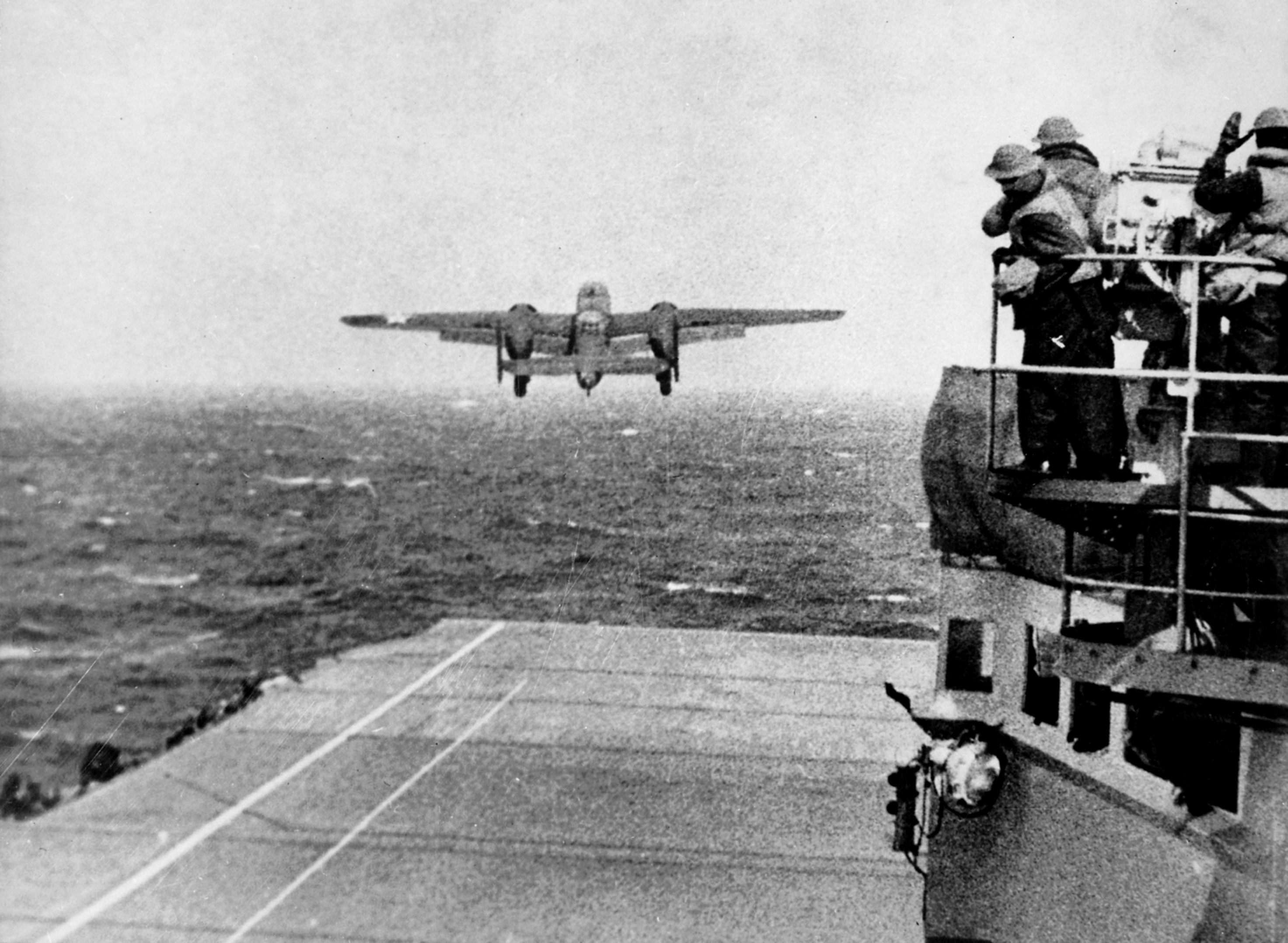
Un B-25 despegando desde el USS Hornet para la incursión Doolittle.

El Hornet llegó a Alameda, California el 20 de marzo. Los escuadrones de vuelo recibieron nuevos aparatos, el VF-8, F4F-4 Wildcat; el VB-8 y el VS-8, SBD-3 Dauntless. El VT-8 mantuvo sus torpederos TBD-1 Devastator. Durante la siguiente semana los escuadrones embarcados hicieron prácticas de despegue y apontaje. Seguidamente el Hornet partió hacia el norte, llegando a la base de Alameda el día 31 de marzo.
Con sus aviones propios en los hangares, se les colocó sobre su cubierta 16 bombarderos B-25 y los transportó en la cubierta de vuelo. Los últimos aviones estaban en el límite de la cubierta de vuelo.
Al mando de esta escuadrilla estaba el Teniente Coronel James H. Doolittle, con 70 oficiales y 64 hombres alistados. En compañía de escolta, el Hornet salió de Alameda el 2 de abril y se embarcó en una misión secreta bajo órdenes oficiales. Esa tarde, el capitán Mitscher informó a sus hombres de su misión en alta mar: Bombardear Japón.
Once días después el Hornet se unió al USS Enterprise (CV-6) que estaba a unos kilómetros de la costa de Midway, y la Fuerza de Ataque N.º 16 tomó rumbo hacia Japón. 
Con el Enterprise dando cobertura aérea y por radar, La Fuerza de Ataque N.º 16 debía penetrar dentro del radio de las aguas enemigas, donde el Coronel Doolittle lideraría los B-25 en una misión de bombardeo a Tokio y otras ciudades japonesas importantes. 
Inicialmente, la Fuerza de Ataque debía proceder desde 600 kilómetros de la costa de Japón; sin embargo, en la mañana del 18 de abril un bote patrullero japonés el Nitto Maru, avistó la flota americana. El crucero USS Nashville (CL-43) cañoneó y tras un ataque aéreo hundió al bote patrulla, pero este ya había radiado el mensaje de alerta, y expuso la presencia y localización de la flota americana. Se debía tomar una decisión, abortar o lanzar el ataque.
Por un error de criterio de los radioescuchas japoneses, el mensaje del Nitto Maru fue radiado a la comandancia japonesa, pero no fue tomado en cuenta.

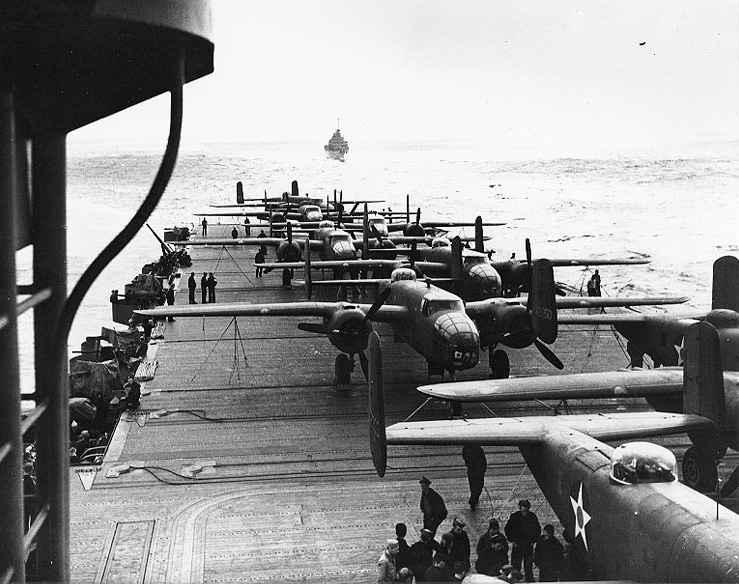
Bombarderos B-25 en la cubierta del USS Hornet

A unas 1000 kilómetros de la costa japonesa, la confirmación del mensaje del patrullero apuró al almirante William F. Halsey. A las 08:00 se tomó la decisión y ordenó el lanzamiento inmediato de los «incursionistas de Tokio».
Mientras el Hornet se balanceaba y se preparaba para lanzar a los bombarderos, quienes se habían preparado para el despegue desde el día anterior, un vendaval de más de 40 nudos sacudió el mar con olas de 15 metros; fuerte oleaje, que causaron que la nave se inclinara violentamente, roció de agua la proa, mojó la cubierta de vuelo, y empapó a la tripulación de la cubierta. 
El avión líder, mandado por el coronel James H. Doolittle, tenía alrededor de 142 metros de cubierta de vuelo libre, mientras los últimos B-25 se balanceaban casi fuera de la cubierta. El primero de los aviones, fuertemente armado, luchaba para despegar mientras la proa subía y bajaba. A las 09:20, los 16 bombarderos estaban en el aire y se dirigían hacia Japón.
El Hornet subió sus aviones a la cubierta y toda la Fuerza de Ataque N.º 16 dio la media vuelta y se dirigió a toda velocidad hacia Pearl Harbor. Trasmisiones interceptadas en japonés y en inglés confirmaron a las 14:46 el éxito de las incursiones. 
Exactamente una semana después de haber lanzado a los bombarderos, el Hornet llegó a Pearl Harbor. La misión del Hornet fue mantenida en total secreto durante un año, hasta que el presidente Franklin D. Roosevelt se refirió a ella como Shangri-La.
El Hornet partió de Pearl Harbor el 30 de abril, para ayudar al USS Yorktown (CV-5) y al USS Lexington (CV-2)  en la batalla del Mar del Coral. Pero la batalla terminó antes de que este llegara. Volvió a Hawái el 26 de mayo y zarpó dos días después con sus portaaviones hermanos para repeler una flota japonesa que, se esperaba, llegara para asaltar Midway en la llamada batalla de Midway.

### Batalla de Midway
Una poderosa fuerza de portaaviones japonesa atacó las Midway. Esta fuerza estaba comandada por Chuichi Nagumo y realizó un ataque a tierra, temprano en la mañana del 4 de junio de 1942. Sus aviones de exploración fallaron en la detección del enemigo por problemas técnicos.
El Hornet, el Yorktown, el Enterprise lanzaron ataques mientras los portaaviones japoneses preparaban sus aviones para un segundo ataque a Midway. Los bombarderos en picado del Hornet no pudieron localizar sus objetivos, pero 15 aviones del escuadrón Torpedo n.º 8, encontraron el objetivo, la formación de portaaviones japonesa y comenzaron sus ataques. 
Se enfrentaron a una sólida fuerza de cobertura de cazas enemigos alrededor de 8 millas desde los portaaviones japoneses. Fue una masacre, los atacantes fueron derribados uno a uno mientras trataban de llegar a los objetivos. El alférez de fragata George H. Gay, USNR, el único sobreviviente de 30 hombres, presenció la mayor batalla de portaaviones en la historia, no menos de 80 cazas americanos fueron derribados por la efectiva cobertura aérea y la artillería japonesa. La fuerza de portaaviones cambió de posición navegando más hacia el norte.
De los 41 aviones torpederos que fueron lanzados de los portaaviones estadounidenses, solo volvieron seis. Sus sacrificio valió la pena, ya que distrajeron a los cazas, bombarderos en picado comandados por Mac Klusky y hundieron tres portaaviones, con ayuda del submarino USS Nautilus (SS-168). 
El cuarto portaaviones japonés, el Hiryū al mando de Tamon Yamaguchi se salvó solo por estar fuera de la visual, pero a pesar de sus ingentes esfuerzos por equiparar los resultados desastrosos fue alcanzado después en la tarde del 4 de junio y se hundió en las primeras horas de la mañana del 5 de junio. 
El USS Yorktown (CV-5) se perdió debido al ataque combinado de aviones del mismo Hiryu y el submarino japonés de Primera Clase I-168.
Los aviones del Hornet atacaron la flota japonesa en retirada el 6 de junio de 1942, hundiendo el crucero Mikuma que estaba al garete, dañando un destructor y dejando al crucero Mogami en llamas y severamente dañado. El ataque del Hornet al Mogami puso fin a una de las batalla más decisivas de la historia. 
Midway fue salvada, y con ella las Hawái. Se le dio un golpe severo a la fuerza aeronaval japonesa, hundiendo cuatro de sus principales portaaviones y veteranas tripulaciones, y asestando una derrota a los japoneses de la que nunca se pudieron recuperar. La victoria del Hornet y de otras naves en la batalla de Midway ha sido vista a lo largo de la historia como el cambio de la balanza en el resultado de la Guerra del Pacífico.

### Campaña de las Islas Salomón, agosto-octubre de 1942
Tras de la Batalla de Midway, el Hornet contó con un radar implantado en Pearl Harbor. Zarpó el 17 de agosto de 1942 para custodiar la entrada marítima a Guadalcanal, en las Islas Salomón. Dados los daños recibidos mediante bombas por el Enterprise (24 de agosto), por torpedos en el Saratoga (31 de agosto), y la pérdida del Wasp (CV-7) (15 de septiembre) redujeron los portaaviones estadounidenses en el Pacífico a uno: el Hornet. 
Durante cinco semanas, el Hornet fue el elemento central de la Task Force 17. Sus aviones, además de proporcionar protección a los barcos de la Flota, también realizaron labores de apoyo a las tropas en Guadalcanal, atacando las concentraciones de tropas enemigas, y a sus barcos de suministros. El Hornet hizo patrullas aéreas hasta el 24 de octubre de 1942, cuando se unió al Enterprise al noroeste de las islas Nuevas Hébridas para lanzar un ataque contra las fuerzas de portaaviones que asolaban la parte estadounidense de Guadalcanal. 

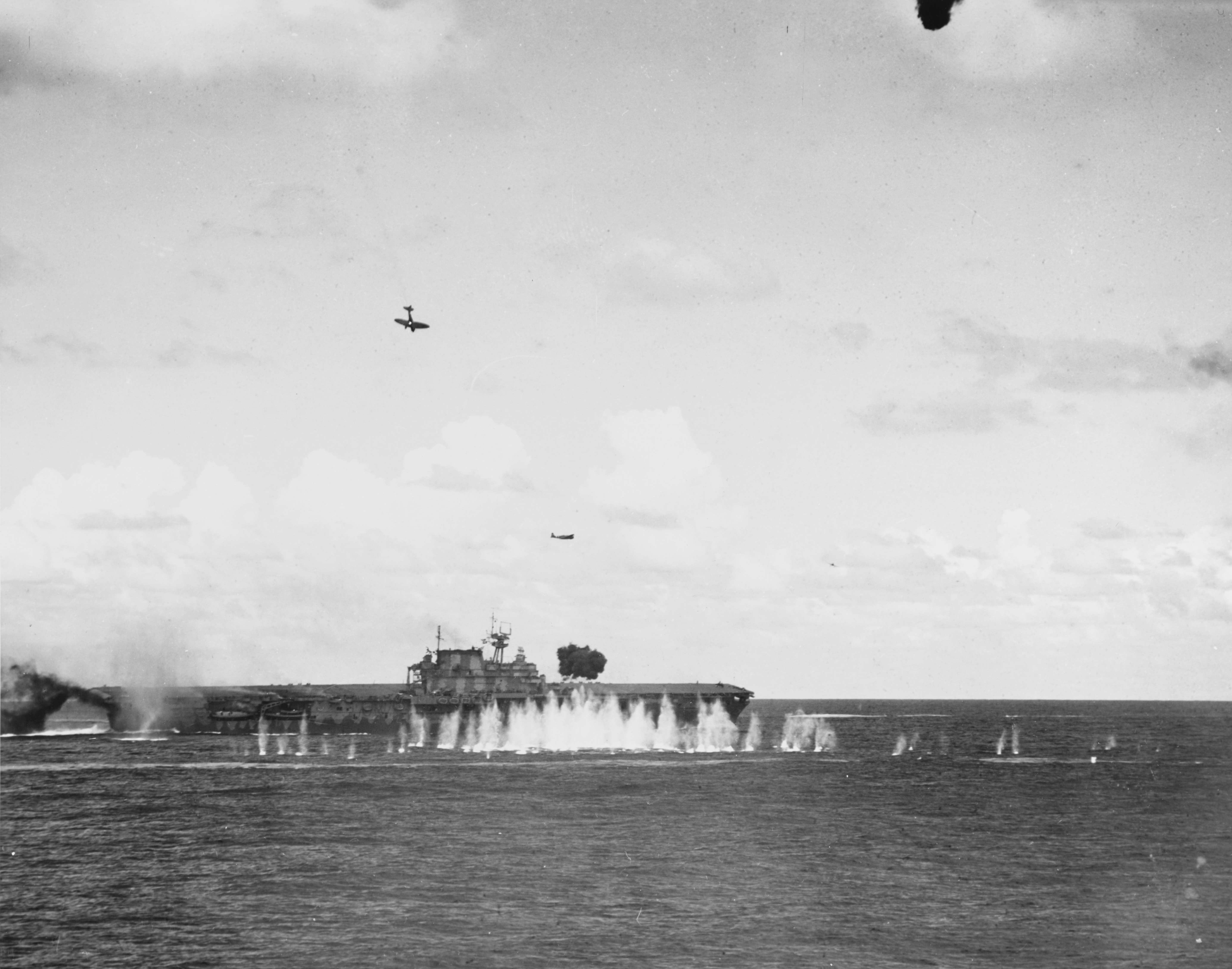
El USS Hornet atacado por avión en picado durante la batalla de las islas de Santa Cruz.

El 22 de octubre los japoneses lanzaron una gran ofensiva sobre Guadalcanal, a fin de retomar la isla, y de paso eliminar a las fuerzas navales americanas. Para esta última misión se envió una gran fuerza naval de acorazados, cruceros y portaaviones. 
La Batalla de las islas de Santa Cruz tuvo lugar el 26 de octubre de 1942 sin contacto entre las fuerzas. Ambas flotas se localizaron, lanzando sus escuadrones de aviones de combate de manera casi simultánea, y llegando hasta el enemigo a la vez. Por la mañana los aviones del Enterprise bombardearon al portaaviones ligero japonés Zuihō. Aviones del Hornet dañaron severamente el portaaviones Shōkaku inhabilitando su cubierta, y al crucero Chikuma. Otros dos cruceros fueron atacados también por los aviones del Hornet. En ese momento los japoneses atacaron a los americanos, el Enterprise buscó la protección de un chubasco, concentrándose el ataque sobre el portaaviones Hornet. La fuerza coordinada de bombarderos en picado y aviones torpederos dejaron el buque tan severamente dañado que tuvo que ser abandonado. El Hornet fue alcanzado en diez minutos por cuatro bombas, dos torpedos, y dos aviones torpederos Val que se estrellaron contra él. Fue atacado de nuevo, siendo alcanzado por otro torpedo, y dos bombas.
Las fuerzas estadounidenses intentaron hundir el abandonado Hornet, pero sobrevivió a la no despreciable suma de nueve torpedos y 400 disparos de 127 mm lanzadas por el USS Mustin (DD-413) y el USS Anderson (DD-411). Más tarde, los destructores japoneses dispararon además tan entusiastamente como los estadounidenses y lanzaron 4 torpedos Long Lance de 24 pulgadas a su puente en llamas. A la 01:35 del 27 de octubre de 1942, el USS Hornet se hundió en la costa de las Islas Santa Cruz.
El Hornet recibió cuatro estrellas de batalla, y su escuadrón, el torpedero 8 recibió la Mención presidencial a la Unidad, por «Extraordinario heroísmo y servicios distinguidos más allá de las obligaciones de la misión», en la batalla de Midway.